# Овчинников, Владимир Александрович (художник)
 Владимир Александрович Овчинников  (17 февраля 1938, Душанбе) — краевед, общественный деятель, создатель настенной живописи в городе Боровске. 

## Биография
Владимир Александрович Овчинников родился в 1938 году в Душанбе. Закончил МИСИ, работал на стройках, занимался научной работой, кандидат экономических наук. Его отец был репрессирован и провёл в заключении 10 лет. До 1998 года Владимир Александрович жил в Москве, а затем, c выходом на пенсию, поселился в городе Боровске Калужской области. Был женат, имеет двух дочерей.
Живописью начал увлекаться ещё в школьные годы. Рисовал, когда появлялось свободное время. Но только в последний период, поселившись в Боровске, смог полностью активно посвятить себя живописи.
В 2000 году состоялась его персональная выставка в Боровской картинной галерее. На ней было представлено около 100 работ — пейзажи, портреты, натюрморты, сделанные пастелью.
В 2004 году за настенную живопись в Боровске Владимир Овчинников стал победителем конкурса «Удиви страну», организованном газетой «МК». В 2005 году в ЦДХ состоялась персональная выставка настенной живописи (в фотографиях) и станковых работ.
Выставка, посвящённая 80-летию художника (2018), состоялась в Музее русского лубка и наивного искусства в Измайлово. Овчинников представил на вернисаж 40 живописных работ и 30 фотографий настенных картин. А ещё он выставил 15 «окон» — изобретённый Овчинниковым жанр стрит-арта.

В читальном зале Центральной библиотеки Обнинска познакомился с Эльвирой Частиковой, которая в 2003 году стала его четвёртой женой:

## Настенная живопись Боровска
- Глобус Боровска
- Константин Циолковский
- Разгадывание мира
- Гоголь
- Догоняя время
- Без мата

Поиск нетрадиционного направления привел Владимира Овчинникова к настенной живописи:

«В старости человек делает много открытий, о которых не подозревал всю жизнь. Для меня таким открытием стало то, что я умею рисовать».
 За четыре летних сезона 2002—2005 гг. Овчинников, художник-самоучка, сделал около ста росписей стен домов Боровска, воспроизвел на глухих стенах городских зданий, заколоченных окнах, заборах различные сюжеты (знаменитые земляки, исторические события, жанровые сценки: девочка, идущая по трубе газопровода, старушка с ведром возле водосточной трубы, голый мальчик, который стучится в запертую дверь, мужик с гигантским огурцом в руках, старичок в окошке, читающий газету «Таймс»). Сюжеты обсуждал вместе с женой. Многие росписи сопровождают стихи Эльвиры Частиковой. 

«Мне пришло в голову, что все местные художники должны перенести на стены зданий свои работы в увеличенном виде. Все другие художники отказались: одни ссылались на то, что здоровье не позволяет, другие — на возраст, третьи говорили, что это не приносит денег. Тогда я сам пошёл к нашему мэру и вызвался самостоятельно расписать стены».

С 2018 года администрация Боровска закрашивала или портила настенные работы художника, посвящённые политическим репрессиям. После вторжения России на Украину в 2022 году Владимир Овчинников занял антивоенную позицию, которую стал воплощать в своём творчестве. После этого был оштрафован за «дискредитацию российской армии».

## «Звездолёт Овчинникова»
- Космический ковчег
- Николай Рерих
- Константин Циолковский
- Николай Фёдоров
- Юрий Гагарин
- Маленький принц

«Звездолёт Овчинникова» — арт-объект в Боровске, представляющий из себя 10-метровый бетонный цилиндр с изображениями выдающимихся космистов — учёных, писателей, космонавтов. Художник Владимир Овчинников превратил заброшенное очистное сооружение в «Космический ковчег». Арт-объект расположен на дорожке от пешеходного моста через Протву до Института физиологии животных.

## Галерея репрессированных
Владимир Овчинников знаменит не только фресками, которыми на протяжении многих лет украшал стены домов в Боровске. Его главное стремление — восстановить справедливость в отношении жертв политических репрессий, добиться реабилитации всех, установить в городе памятник репрессированным:

«Начиналось просто с пейзажей… Потом я понял, что нет, нужна тема. Ведущая тема — это история…»
 15 лет художник собирал материалы о репрессированных и добивался от властей установки памятника. Первая попытка создания галереи репрессированных жителей Боровского района произошла в августе 2015 года. В первый вариант галереи «По ком звонят боровские колокола» вошло 18 портретов расстрелянных жителей Боровского района. Галерея просуществовала до уничтожения 45 дней.
В августе 2016 года художник создаёт вторую галерею жертв сталинских репрессий. Этот мемориал (портреты 20 расстрелянных боровчан и портрет Александра Солженицына), не просуществовал более одного дня с момента окончания работы над ним и был также изуродован вандалами.
Последний мемориал репрессиям был открыт художником в апреле 2017 года. 29 октября 2017 года в Боровске был открыт памятник жертвам репрессий (гранитный валун с Большого Соловецкого острова).

## Книги и альбомы
- Нарисуем — будем жить! Прогулка в историю Боровска по настенной живописи Владимира Овчинникова и стихам Эльвиры Частиковой. — Калуга. Туристско-информационный центр Калужский край, 2013 г., переиздано в 2014 и 2015 гг. — 45 стр. с илл.
- Овчинников В. А. Расстрелянное будущее. — Боровск: Красивый поворот, 2011. — 592 с.
- Овчинников В. А. Вензель «О» (книга об уральском казачьем роде Овчинниковых). — Уральск: Оптима. — 2010. — 575 с.:илл.
- Старый Боровск в лицах: альбом фотографий / составитель В. А. Овчинников. — Боровск, 2008.
- Заговорившие стены. Художественно-поэтический альбом. — Боровск: Красивый поворот. 2007. — 94 с.; илл. — ББК 85 3-14.
- Погружение в Старый Боровск: комплект из 40 листов графики Овчинникова. — Боровск, 2007.
- Эльвира и Владимир — на два голоса: Художественно-поэтический альбом. — Обнинск: Принтер, 2005. — 48 с.: илл.
- Овчинников В. А., Черников В. А. Боровск в живописи и поэзии: художественно-поэтический альбом. — Калуга: Золотая аллея, 2003. — 192 с.; илл.— ISBN 5-7111-0330-X.
- http://kniga.seluk.ru/k-yuridicheskie/874928-1-oda-gulagu-solnce-szhalos-stalnoy-kulak-sudbu-proglotil-gulag-tridcati-shagah-kostra-pristrelili-menya-vch.php Архивная копия от 19 декабря 2019 на Wayback Machine

## Публикации в СМИ
- Дмитрий Волчек. «Власть действует ночью, как бесы» // Радио «Свобода». — 2019. — 14 сентября. Архивная копия от 18 сентября 2019 на Wayback Machine
- Алексей Собачкин. На окраине Боровска приземлился «звездолёт» // НГ-Регион : газета. — 2018. — 12 июля.
- Зоя Ерошок. Инструкция борьбы с удушьем // Новая газета : газета. — 2017. — 29 мая (№ 56 (2633)). — С. 11—14.
- Олег Хлебников. Приходится ходить огородами // Новая газета : газета. — 2017. — 5 апреля (№ 35). — С. 11—14.
- Юрий Снегирёв. Портрет на фоне Боровска// Российская газета. — 2014. — 23 января.
- Наталья Радулова. Параллельный город // Журнал «Огонёк». — 2012. — № 18.
- Оксана Прилепина. Город одного художника // Русский мир. — 2010. — № 2.
- Мария Панова. Почему мэру не понравился «Глобус Боровска»// Газета «Правда». — 2007. — 23 ноября.
- Боровск. Старинный. Русский. Город // Путешествия на MAIL.Ru — 1 июня 2007
- Nora Fitzgerald. In Painting the Town, Russian Folr Artist Hits a Wall (Расписывая город, русский художник-любитель преодолевает преграды) // The Washington Post. — 2007. — June, 19. (англ.)
- John Bonar. Soviet Era Echoes in Borovsk (Советская эра отдаётся в Боровске) // PASSPORT — 2006. — July. (англ.)
- Дмитрий Соколов-Митрич. Стенописец // Журнал «Медведь». — 2005. — № 11.
- Юлия Юрьева. Перекрёсток миров // Калужская неделя. — 2005. — 22 октября.
- Художник полез на стену и сделал свой город самым живописным в России // Московский комсомолец. — 2004. — 19 ноября.
- Николай Киреев, Татьяна Хорошилова. Разрисуем — будем жить // Российская газета. — 2004. — 8 октября.
- Олег Чекрыгин. Иваны, вспоминающие родство // Новая газета. — 2003. — 3—5 ноября.
- Валерий Васильев. Новый космист в Боровске // Весть. Меценат (Калуга). — 2003. — № 9 (Сентябрь).

## Статьи о политических репрессиях в Боровском районе
- Овчинников В. Экспроприация по-боровски // «Балабаново». — 2011. — 20 июля (№ 28).
- Овчинников В. Суицид комиссара Матросова // «Балабаново», № 32 (526), 17.08.2011
- Грачёв Г. Защита монастыря от советской власти // «Вестник Свято-Пафнутьева монастыря» — № 23, 2012, 4—10 июня Архивная копия от 20 декабря 2016 на Wayback Machine
- Овчинников В. Отверженные революцией // «Балабаново», № 46 (591), 21.11.2012.
- Овчинников В. Восстание в Боровском уезде. Ноябрь 1918 г. // «Боровские известия», № 71—72, 22.06.2012.
- Овчинников В. Подвиг первого Матросова // «Новая газета», № 107, 26.09.2011 Архивная копия от 21 марта 2015 на Wayback Machine
- Овчинников В. Прокатился каток — газета «Весть», № 7—10, 11.01.2013.
- Овчинников В. Пробитые пулями до войны — сайт историка Марка Солонина — 20.04.2013 Архивная копия от 30 ноября 2016 на Wayback Machine
- Овчинников В. Между молотом и наковальней (о репрессированных «изменниках» Родине) — Весть. 16 мая 2013.
- Овчинников В. Развенчание идола (Поэт и идол) — «Вестник Свято-Пафнутьева монастыря» , № 5, 27 января — 2 февраля 2014
- Овчинников В. Особый фронт РККА — газета «Весть», 06.02.2014. (www.vest-news.ru/article.php?id=57501)
- Овчинников В. Бич населения или дело власть предержащих — «Обнинская газета», 18.02.2014. (http://og40.ru/?p=2857 (недоступная+ссылка))
- Овчинников В. Дезертиры братоубийственной войны — «Вестник Свято-Пафнутьева монастыря», № 9, 24 февраля — 2 марта 1914 г.
- Овчинников В. Обратная сторона победы («изменники» Родине Боровского района) // Обнинская газета.  (недоступная ссылка)
- Овчинников В. Предатели: настоящие и нет // «Новая газета», № 56, 01.06.2015. — С. 23—24. Архивная копия от 5 сентября 2016 на Wayback Machine
- Овчинников В. Не ставшие рабами Архивная копия от 24 ноября 2016 на Wayback Machine — газета «Вестъ», 28.10.16: Архивная копия от 24 ноября 2016 на Wayback Machine http://www.vest-news.ru/article/87866 Архивная копия от 24 ноября 2016 на Wayback Machine

### О реабилитации и увековечении памяти жертв политических репрессий
- Овчинников В. А. Восстановить историческую память (публикация с эскизом памятника) — «Боровские известия», 18.02.2005.
- Собачкин А. Самодеятельная память — «Новая газета», выпуск «Правда ГУЛАГА», № 23, 03.04.2008.
- Собачкин А. Почему власти против создания памятника жертвам политических репрессий (интервью В. А. Овчинникова) — сайт «Радио Свобода», 19.06.2010.)
- В.Овчинников. Помнить о трагедии народа // «Боровские известия» — 6 августа 2010 г.
- Зацаринная С. Вопрос политической важности // [Неделя Боровского района — 3 сентября 2010 г. http://pressaobninsk.ru/nedbalfull/2349/ Архивная копия от 20 декабря 2016 на Wayback Machine]
- Марина Алексеева. Твори, да знай мэра // Газета Мир новостей. — 15 марта 2011.
- Овчинников В.' О не желающих помнить - «Новая газета», № 107, 26.09.2011.
- Зацаринная С. Голоса памяти. Идея установки памятника жертвам политических репрессий нашла поддержку у жителей Боровского района — «Неделя Балабанова», № 15, 19.04.2012.
- Зацаринная С. Категоричное «нет» (о Градсовете, отказавшем в установке памятника) // «Неделя Балабанова» — № 6, 16.02.2012.
- Зацаринная С. Время собирать камни (памятник жертвам репрессий художник Овчинников «пробивает» 7 лет) — «Неделя Балабанова», 01.03.2012
- Депутаты против памятника жертвам политических репрессий// «Боровские известия» — № 37—38, 13 апреля 2013.
- Собачкин А. Против памяти (суды и прокуратура против реабилитации жертв террора) // «Народная газета — регион», № 18, 17.05.2013
- Марина Алексеева, Ольга Милова. Погребённые под бумагой// Мир новостей — № 4, 14 января 2014.
- Андрей Дёмин. Пустое место// Газета Провинция. рro, — № 12, 14 октября 2014.
- Марина Алексеева. Вернуть доброе имя// Мир новостей — № 23, 27 мая 2014.
- Зацаринная С. Боровские маугли// Неделя Боровского района — 24.04.14 Архивная копия от 20 сентября 2018 на Wayback Machine
- Зацаринная С. Требуя памяти // Неделя Боровского района — 03.09.2015 http://pressaobninsk.ru/nedbalfull/7443 Архивная копия от 28 сентября 2020 на Wayback Machine
- Зацаринная С. «Кровавый ноябрь» появился в Боровске // Неделя Боровского района — 17.09.2015. http://pressaobninsk.ru/nedbalfull/7508/ Архивная копия от 14 сентября 2016 на Wayback Machine
- Зацаринная С. Неблагодарные потомки // Неделя Боровского района — 18.08.2016 .http://pressaobninsk.ru/nedbalfull/8744 Архивная копия от 29 октября 2016 на Wayback Machine
- Овчинников В. Столетняя трагедия // Неделя Боровского района — 10.16 http://pressaobninsk.ru/nedbalfull/9051 Архивная копия от 20 декабря 2016 на Wayback Machine
- Газета «КП Калуга», 18.08.2016: «В Боровске вандалы осквернили стену памяти невинно репрессированных горожан» Архивная копия от 27 октября 2016 на Wayback Machine
- Георгий Грачёв. В Боровске осквернили память репрессированных// «Вестник Свято-Пафнутьева монастыря» — № 36, 2016 http://pafnuty-abbey.ru/publishing/22190/ Архивная копия от 26 декабря 2016 на Wayback Machine
- Борис Минаев. «Боровск: живые и мёртвые»// Российская газета № 7116 (248), 02.11.2016. Архивная копия от 20 декабря 2016 на Wayback Machine
- Овчинников В. Поиск с целью не найти. — газета «Мой город Обнинск», 08.09.16.
- Денис Бояринов. Бэнкси из Боровска // Такие дела. 22.11.2016 Архивная копия от 20 декабря 2016 на Wayback Machine
- Андрей Васенёв. Медиапроект СТОЛ.

### Документальные фильмы и видеоматериалы
- Как уличного художника Владимира Овчинникова судят за антивоенную позицию. Фильм «Важных историй», 18 мая 2022
- Художники протеста: кого судят по новой уголовной статье о дискредитации армии // Осторожно: Собчак, 20 мая 2022
- Док. фильм «Параллельный город» (2016 г.) Архивная копия от 10 апреля 2017 на Wayback Machine
- Док. фильм «Нарисованный город»
- Док. фильм «Город одного художника» (2016 г.)
- Поездка в Боровск (видео)
- Видеоинтервью В. Овчинникова «Радиостанции Свобода» 06.06. 2013: Прокуратура против реабилитации жертв политического террора Архивная копия от 23 августа 2013 на Wayback Machine
- Телеканал ОТР. 14 февраля 2014 г., «Русский Бенкси из Боровска» Архивная копия от 28 декабря 2016 на Wayback Machine
- Параллельный город в Боровске. (муз. видео. Город 312) Архивная копия от 28 декабря 2016 на Wayback Machine
- Телеканал «BBC», 25.08.2016: «Художник из Боровска уверен, что портреты репрессированных осквернили не просто так» Архивная копия от 2 декабря 2016 на Wayback Machine
- Телеканал «ОТР», 24.10.2016: «Боровск — картинная галерея Калужской области»
- Телеканал «МИР 24», 19.11.2016: «Бэнкси из Боровска»
- Borovsk, PREVED!